# Salanoia
Salanoia es un género de mamíferos carnívoros pertenecientes a la familia Eupleridae con dos especie reconocidas que habitan en Madagascar.

## Especies
- Salanoia concolor
- Salanoia durrelli